# Fernando de Portugal, Duque de Viseu
Fernando, Infante de Portugal (Almeirim, 17 de novembro de 1433 — Setúbal, 18 de setembro de 1470), Infante de Portugal, 1.º Duque de Beja, 2.º Duque de Viseu, 2.º Senhor da Covilhã, 1.º Senhor de Serpa e Moura, 6.º Condestável de Portugal, 12º Mestre da Ordem de Santiago e 10º Mestre da Ordem de Cristo. Irmão do rei D. Afonso V de Portugal, foi um exímio militar, aventureiro e navegador português que dirigiu e apoiou várias expedições.
O cavaleiro valenciano Joanot Martorell dedica-lhe o seu romance épico Tirant lo Blanch.

## Biografia

Brasão do Infante D. Fernando, 1.º Duque de Beja e 2.º Duque de Viseu.

Em 1452, Fernando saiu do reino sem autorização do seu irmão, o rei D. Afonso V procurando aventuras. Segundo uns, pretendia combater os mouros nas praças portuguesas do norte de África; outros diziam que o objectivo era juntar-se a seu tio materno, o rei Afonso I de Nápoles, nas campanhas no sul de Itália, uma vez que Fernando tinha a esperança de poder vir a herdar aquele reino dado que o tio não tinha filhos legítimos.
Contudo, o seu irmão D. Afonso V, assim que soube da fuga de Fernando, deu ordens ao Conde de Odemira, que comandava a frota portuguesa que patrulhava o estreito de Gibraltar, para interceptar o infante e escoltá-lo de regresso a Portugal
Em 1453, D. Afonso V concedeu-lhe o título de 1.º Duque de Beja e 1.º Senhor de Moura.
Finalmente foi autorizado a deslocar-se ao norte de África, participando em acções militares: primeiro, em 1458 acompanhou o seu irmão, o rei D. Afonso V, na expedição portuguesa que conquistou a cidade marroquina de Alcácer Ceguer; depois, em 1468, comandou a esquadra que conquistou e destruiu o porto de Anafé (hoje denominado de Anfa e integrado em Casablanca) que era uma base de corsários.
D. Fernando, em 1436 fora também nomeado herdeiro do seu tio, o Infante D. Henrique, tornando-se seu filho adoptivo. E, quando em 1460, morre D. Henrique, sucedeu-lhe não só no título de Duque de Viseu como também como Mestre da Ordem de Cristo e passou a ser o responsável pelos Descobrimentos (1460-1470) para o Reino de Portugal.
Nesse último contexto, aproveitando o seu espírito aventureiro, dele próprio ter feito parte de algumas das expedições marítimas de reconhecimento não só da costa atlântica de África como da própria América. Isso último reconhecido ou constado na época, dentro de um pequeno círculo de navegadores, e cujo feito, na altura, chegou a constar de um pleito contra os direitos de Colombo a favor de seus companheiros de viagem.

## Dados genealógicos
Foi o segundo filho do rei Duarte I de Portugal e de sua esposa Leonor de Aragão.
Casou-se com a sua prima, Beatriz de Portugal, filha do seu tio João, Infante de Portugal, em 1447.
Deste casamento resultaram nove filhos, dos quais apenas cinco chegaram à idade adulta; contudo, todos eles desempenharam um papel capital na história portuguesa:
1. João de Viseu (1448-1472), terceiro Duque de Viseu e segundo Duque de Beja;
2. Diogo de Viseu (1450-1484), quarto Duque de Viseu e terceiro Duque de Beja;
3. Leonor de Viseu (1458-1525), casou com João II de Portugal e tornou-se Rainha de Portugal;
4. Isabel de Viseu (1459-1521), casada com o duque de Bragança Fernando II;
5. Duarte de Viseu (1462-1476 ou depois), foi criado junto de D. João II;
6. Simão de Viseu (m. 1465 / 1470);[3]
7. Catarina de Viseu (1465-a.1470);
8. Dinis de Viseu (1468- a.1470);[4]
9. Manuel (1469-1521), Duque de Viseu e de Beja. Rei de Portugal após a morte do seu primo D. João II.[5]

O Infante D. Fernando encontra-se sepultado no Mosteiro das Religiosas da Conceição, em Beja, que fora fundado por sua mulher.